# Identitat-Llibertats
Identitat-Llibertats (en francès: Identité-Libertés; IDL) és un partit d'extrema dreta francès liderat per Marion Maréchal.

## Història
L'origen del partit es remunta a l'associació conservadora Sentit Comú, establerta al 2013 en oposició a la llei que permetia el matrimoni entre persones del mateix sexe a França. Llavors estava vinculada a la Unió per un Moviment Popular i als Republicans, donant suport a la candidatura de François Fillon per a les eleccions presidencials de 2017. Posteriorment, Christophe Billan va dimitir de la presidència de l'associació arran de la polèmica suscitada pel seu acord de treballar amb Marion Maréchal. Va ser substituït primer per Madeleine de Jessey, que exerciria de manera interina, i per Laurence Trochu a partir del seu nomenament el 9 d'abril de 2018.
Al 2020 l'associació modificaria el seu nom a Moviment Conservador, virant progressivament al conservadorisme nacionalista. Així, després de la derrota d'Éric Ciotti i la nominació de Valérie Pécresse al Congrés dels Republicans de 2021, el MC passaria a donar suport a la candidatura d'extrema dreta d'Éric Zemmour per a les presidencials de 2022. Com a conseqüència, l'associació i els seus membres serien expulsats dels òrgans dels Republicans.
Al juny de 2024 participarien en coalició amb el nou partit de Zemmour, Reconquesta, obtenint cinc eurodiputats de manera conjunta. Tanmateix, fruit de les divergències en estratègia i relació amb Reagrupament Nacional, quatre dels eurodiputats (Marion Maréchal, Guillaume Peltier, Nicolas Bay i Laurence Trochu) serien expulsats de Reconquesta, integrant-se al grup europeu ECR, mentre que l'únic eurodiputat de R! ho faria en el nou grup ESN.
Posteriorment, a l'octubre de 2024, l'eurodiputada Laurence Trochu va anunciar que deixava la presidència del Moviment Conservador a Marion Maréchal, la qual modificaria el nom a Identitat-Llibertats i l'estructuraria com a partit. En formarien part els quatre eurodiputats expulsats i tres diputats de l'Assemblea Nacional escollits en candidatures de RN recolzades per Maréchal.

## Resultats electorals
| Eleccions al Parlament Europeu |                |                |        |     |      |
| Any                            | Vots           | %              | Escons | +/- | Grup |
| 2024                           | Coalició R!-MC | Coalició R!-MC | 4 / 81 | Nou | ECR  |